# Dripping Springs (Texas)
Pour les articles homonymes, voir Dripping Springs.

Dripping Springs est une ville située au centre-est du comté de Hays  au Texas, aux États-Unis,.

## Démographie
Lors du recensement de 2010, la ville comptait une population de 1 788 habitants. Elle est estimée, en 2018, à 4 667 habitants. En 2020, la population est estimée lors du recensement est de 4 650 habitants.